# Anam (Cameroun)
Pour les articles homonymes, voir Anam.
Anam (ou Anang) est un village de la commune de Martap située dans la région de l'Adamaoua et le département de la Vina au Cameroun.

## Population
En 1967, Anam comptait 44 habitants, principalement Mboum.
Lors du recensement de 2005, 669 personnes y ont été dénombrées.